# 闞沢
闞 沢（かん たく）は、中国後漢末期から三国時代の政治家・儒学者。字は徳潤。揚州会稽郡山陰県の人。『三国志』呉書に列伝が立てられている。

## 生涯
貧農の家に生まれたが、苦学して優れた学識を身に付け、郷里において名を知られるようになった。孝廉に推挙されて銭唐県長となり、次いで郴県令を務めた。やがて孫権が驃騎将軍になると招聘を受け、西曹掾に任命された。
孫権の即位に伴い尚書となり、嘉禾年間には中書令に遷り、侍中を兼務した。嘉禾6年（237年）、孫和の講師となり、諸学や儀礼を教えた。赤烏5年（242年）に孫和が皇太子に立てられると、太子太傅を兼務して引き続き孫和の教育にあたった。闞沢は孫和と孫覇の二皇子のため、諸学説を勘案し注釈を施したものを教科書として授けた。
諸学に通じた闞沢であったが、中でも暦数に通暁していた。当時、呉で用いられていた乾象暦（後漢末の劉洪が作成）は暦と実際の季節の間に誤差が生じていた。そこで闞沢は『乾象暦注』を著して修正を加えた。この結果、乾象暦の誤差は解消され、呉の滅亡に至るまで用いられた。この他にも朝議で経典の解釈が問題になると、孫権は必ず闞沢に諮問した。
これらの儒学者としての功績により、都郷侯に封じられた。
赤烏6年（243年）冬に死去。孫権はその死を悼み、数日に渡り食事を摂ろうとしなかった。
謙虚で慎み深く、一度も他人の短所を口にする事が無く、宮廷の小役人に対してさえも礼儀を尽くし接した。容貌は威厳を欠いていたが、その深い見識には誰も及ばなかった。

## 逸話
若い頃は学費を稼ぐために写本の請負をし、余った紙や墨を用いて勉学に励んだ。また写本のために借りた書籍は、返す頃には暗誦できるほど読み込んでいた。
魏の曹丕が後漢より禅譲を受けて帝位につくと、孫権は壮年の曹丕による治世が長きに亘るのを憂慮し、群臣に意見を求めた。これに対して闞沢は「丕という字は不と十から成っており、これは十年を経ずして死去する徴です」と答えてみせた。果たして曹丕は在位七年にして急死した（闞沢伝注引『呉録』）。
後に、専横を極めた呂壱が処分を受ける事になると、群臣の中には死罪は当然の事、火焙りや車裂き等の漢代に廃止された刑を持ち出す者もいた。これに対し、闞沢は「賢君の治世でそのような残虐な刑を復活させてはならない」と反対した。また、官庁の不正撲滅のため、禁令や監視を強めようとする意見が出ると、闞沢は礼と律に則るべきだと反対し、いずれも孫権の称賛を受けた。
あるとき、孫権から「世の経書や注釈、散文や韻文の中で最も優れたものは何か」と尋ねられたため、国家の治乱を知ってもらおうと考え、賈誼の『過秦論』を読むよう薦めた。

## 評価
同郷の虞翻は学者揚雄や董仲舒を引き合いに出し、闞沢の博識・儒学・徳行を絶賛した（闞沢伝注引『呉録』）。
赤烏4年（241年）に死去した孫登は遺言の中において、国家のために尽力し誠心をもって仕える良臣として、闞沢らの名を挙げている（三国志呉主五子伝）。
『三国志』の編者陳寿は、列伝の評において「厳畯・程秉と共に一代の名儒であった」と称賛している。

## 三国志演義での活躍
小説『三国志演義』では、まず孫権の時代に集まった人材の一人として名が登場する。赤壁の戦いでは、黄蓋の苦肉の策を見抜き進んでこれに協力し、甘寧達と謀議を巡らしている。さらに曹操の下へ使者として赴き、黄蓋の降伏を疑った曹操を、優れた弁舌で丸め込むなどの活躍を見せている。さらに夷陵の戦いでは、相次ぐ敗戦にうろたえる孫権に対し、陸遜を大都督に任命するよう推挙し、陸遜を過小評価する張昭・顧雍・歩騭らの反対を弁舌で退けている。